# Marina Muiderzand
Marina Muiderzand is een jachthaven in Almere in de Nederlandse provincie Flevoland.
Marina Muiderzand ligt aan de IJmeerdijk en Marinaweg, aan de rand van het westelijk stadsdeel Almere Poort, aan het IJmeer, tegenover Muiderberg.
Er zijn ongeveer 1000 ligplaatsen.
Ten zuiden van de jachthaven ligt het Almeerderstrand.
Vanaf 1981 was hier een camping, die inmiddels gesloten is. In de jaren negentig kwam hier de jachthaven bij. 